# Circonscription de Stirling
La circonscription de Stirling est une ancienne circonscription électorale fédérale australienne en Australie-Occidentale. Elle a été créée en 1955 et porte le nom de Sir James Stirling qui fut le premier gouverneur d'Australie-Occidentale.
Elle est située en bord de mer, dans la proche banlieue au nord-ouest de Perth. Elle comprend les quartiers de Balcatta, Balga, Carine, Hamersley, Innaloo, Karrinyup, Mirrabooka, Nollamara, North Beach, Stirling, Trigg et Yokine.
C'est un siège disputé entre le Parti travailliste et le Parti libéral.

## Représentants
| Nom            | Parti        | Période de mandat |
| -------------- | ------------ | ----------------- |
| Harry Webb     | Travailliste | 1955–1958         |
| Doug Cash      | Libéral      | 1958–1961         |
| Harry Webb     | Travailliste | 1961–1972         |
| Ian Viner      | Libéral      | 1972–1983         |
| Ron Edwards    | Travailliste | 1983–1993         |
| Eoin Cameron   | Libéral      | 1993–1998         |
| Jann McFarlane | Travailliste | 1998–2004         |
| Michael Keenan | Libéral      | 2004–2019         |
| Vince Connelly | Libéral      | 2019–2022         |